# Тінгсрид (хокейний клуб)
 Тінгсрид АІФ  (швед. Tingsryds Allmänna Idrottsförening) — хокейний клуб з м. Тінгсрюд, Швеція.

## Історія
Спортивний клуб було засновано 1923 року. Хокейна секція в ньому почала працювати 1948 року.
Клуб провів у найвищій клубній лізі (на той час — Дивізіон 1) 7 сезонів у 1960-1970-х роках. Тепер виступає в нижчих ешелонах.

## Досягнення
- Дивізіон 1: 9-10 місце (1969-1970, 1972-1973).

## Відомі гравці
- Олівер Екман-Ларссон